# 利德希爾 (阿肯色州)
利德希爾（英語：Lead Hill）是一個位於美國阿肯色州布恩縣的城鎮。根據2020年美國人口普查，該地人口為274人，而該地的面積約為1.72平方千米。

## 地理
利德希爾的座標為36°24′53″N 92°54′25″W / 36.41472°N 92.90694°W，而該地的平均海拔高度為260米（即853英尺）。